# 솔브레인
솔브레인(SoulBrain Co. Ltd.)은 IT 관련 핵심소재를 생산, 공급하는 대한민국의 기업이다. 현재 외국인 지분율은 29.4%이다.

## 제품
반도체 식각액과 전해액 등을 생산한다

## 역사
1986년에 1986년 테크노무역상사로 창립한 충청남도 공주시에 소재의 첨단 IT 재료기업이다.
적자 사업인 디스플레이 Thin Glass 사업에서 철수하였다.

## 같이 보기
- 솔브레인홀딩스

## 참고문헌
1. ↑  이베스트투자증권 분석보고서 - 솔브레인
2. ↑  박준환, 업황 회복과 원가 효과 기대받는 '솔브레인', C뉴스, 2024.05.19
3. ↑  한지혜, 고려대 세종캠-솔브레인㈜, 인재양성 업무협약, 디트뉴스24, 2021.07.09
4. ↑  솔브레인㈜, 창립 35주년 기념 다양한 사회공헌활동 펼쳐,
5. ↑  솔브레인, 'NAND 가동률에도 한 줄기 빛이?' 목표가 370,000원 - 삼성증권, 뉴스핌 , 2024년 4월 11일